# WASP-10
WASP-10 ist ein Stern der Spektralklasse K5 im Sternbild Pegasus. Er strahlt überwiegend im Infrarotbereich und wird von einem Exoplaneten umrundet. Für die Entfernung und die Leuchtkraftklasse gibt es bisher keine brauchbaren Messwerte.

## Exoplanet
WASP-10 b ist ein Exoplanet mit einer Masse von etwa 3 Jupitermassen sowie einem 8 % größeren Radius als Jupiter und umkreist den Zentralstern mit einer Periode von 3,09 Tagen. Die große Halbachse beträgt etwa 0,037 AE, die Exzentrizität ca. 0,06. WASP-10 b wurde im Rahmen des SuperWASP-Projektes mit Hilfe der Transitmethode entdeckt. Seine Entdeckung wurde im Jahr 2008 veröffentlicht.